# ビュット・ショーモン公園
ビュット・ショーモン公園（ビュット・ショーモンこうえん、仏: Parc des Buttes-Chaumont）は、パリ北東部、19区の南部にある公園。Butteは小さな丘を、Chaumontは禿山を意味する。
約25ヘクタールの面積を有し、パリの緑地としては、最大規模のもののうちの一つである。
ナポレオン3世治世後期の1867年、セーヌ県知事ジョルジュ・オスマンの下、土木技術者で造園家のジャン＝シャルル・アルファンによって完成された。

## 周辺環境

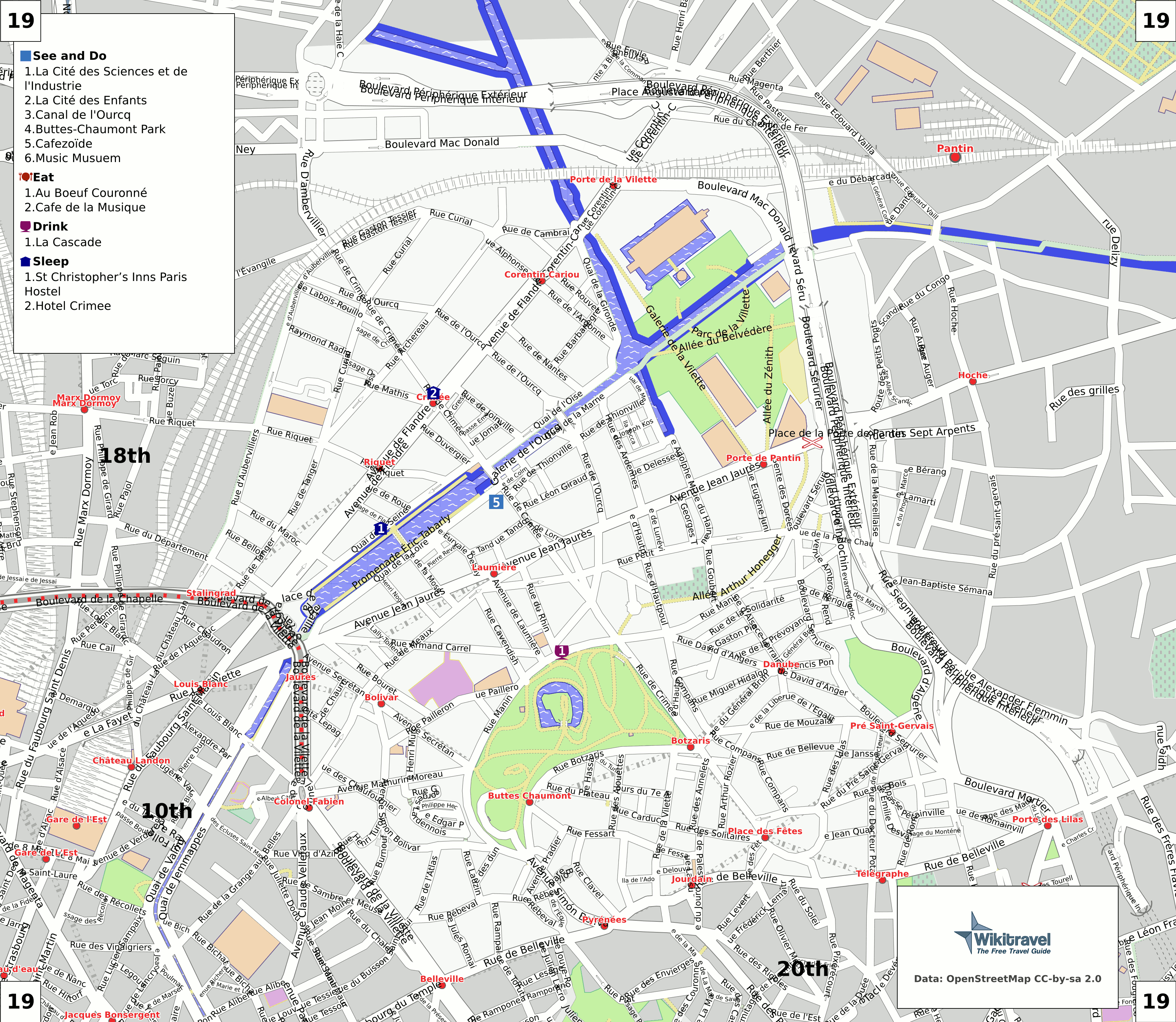
パリ19区の地図。ビュット・ショーモン公園は中央部やや下に描かれている。

ビュット・ショーモン公園は、北東、北西、南および南西の4方向を主要な通りで囲まれている。
メトロの最寄駅は、公園南側はパリメトロ7bis線のビュット・ショーモン駅とボザリ駅、公園の北東側ではパリメトロ5号線ロミエール駅とパリメトロ7bis線ボリヴァル駅である。
公園には6つの主入口、9つ通用口がある。

## 特徴

ビュット・ショーモン公園の地図

ビュット・ショーモン公園は、24.73ヘクタールの面積を持ち、ヴァンセンヌの森、ブーローニュの森、ラ・ヴィレット公園及びテュイルリー庭園に次ぐ、パリで5番目に大きな緑地である。
採石場の跡に作られた公園であり、30メートル以上の高低差がある（概ね北側中央部が低く、周辺が高い）。
公園は、逆さにした凹型で、北東のクリメ通り沿いのみが直線である。
南側に2箇所の突端部があり、両者の間がこの公園の最長辺（820メートル）である。
公園の最大幅は450メートルで、周囲は2475メートルである。
公園北側の低部に約1.5ヘクタールの湖があり、その中央部には険しく切り立った30メートル程の高さの島がある。
公園には、12ヘクタールの芝生、6ヘクタールの植栽、1ヘクタールの岩石群と4.5ヘクタールに及ぶ庭園道路（道路が5.5キロメートル、小道が2.2キロメートル）がある。

## 歴史
ビュット・ショーモン公園（当時は"Butte Saint Chaumont ビュット・サン・ショーモン"と名付けられていた）の地下は、フランス革命後に開発され、パリ中心部の建物建築のための石膏や石臼の採掘場となった。また、この場所は、浄化槽やゴミ捨て場としても機能した。
当時ベルヴィルというコミューンにあった採石場は、このコミューンがパリに併合されたパリ再編の年である1860年まで運営されていた。石膏の採掘のため禿山になったことから Chaumont（Chauve-mont=裸の山）の名がつき、採石場閉鎖後は、処刑場、屠殺場、汚物処理場などに使われてゴミ捨て場と化して荒れ果てていたものを、セーヌ県知事だったジョルジュ・オスマンが公園として整備することを計画した。
第二帝政下の都市開発の枠組みの中で、ナポレオン3世が"Butte Chaumont"の公園化をジャン＝シャルル・アルファンに任せることを決定した。
アルファンは、造園技師のジャン＝ピエール・バリエ＝デシャンや建築家のガブリエル・ダヴィウ、土木技術者のウジェーヌ・ベルグランらと協働した。
政府はこの土地を1863年に購入し、翌年に造園工事が開始され、1867年に公園が完成した。

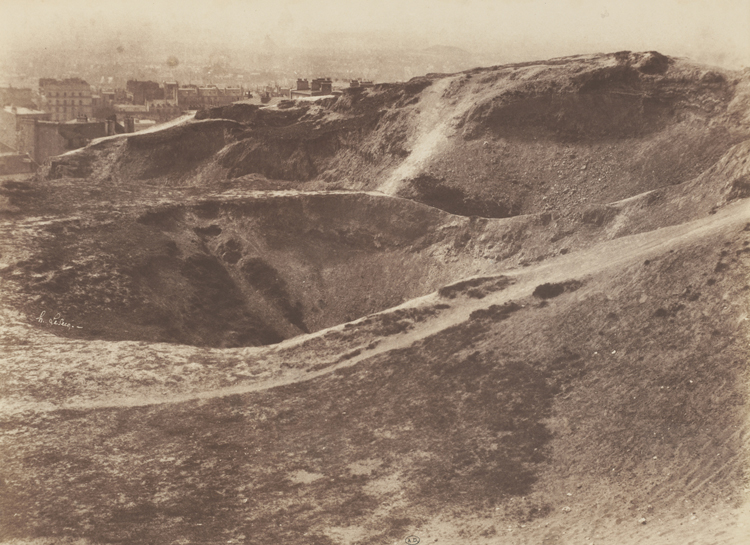
現在公園となっている場所にあった別名« Carrières d'Amérique »（アメリカの採石場）と言われた石膏採掘場（1852年撮影）。
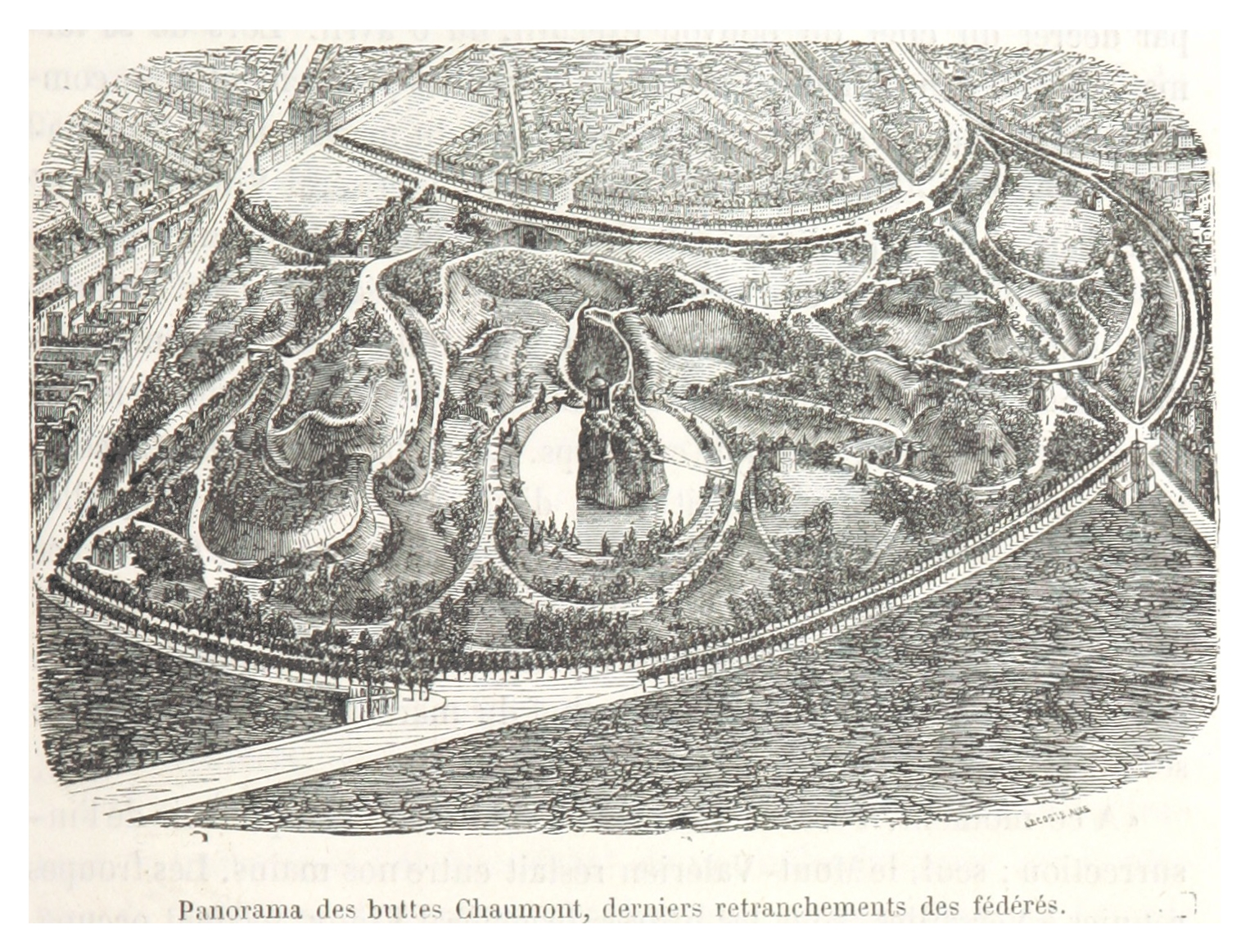
公園整備後の公園見取図。1871年。中央部のビュート (地形)状の丘の周りに人工湖が造られた。
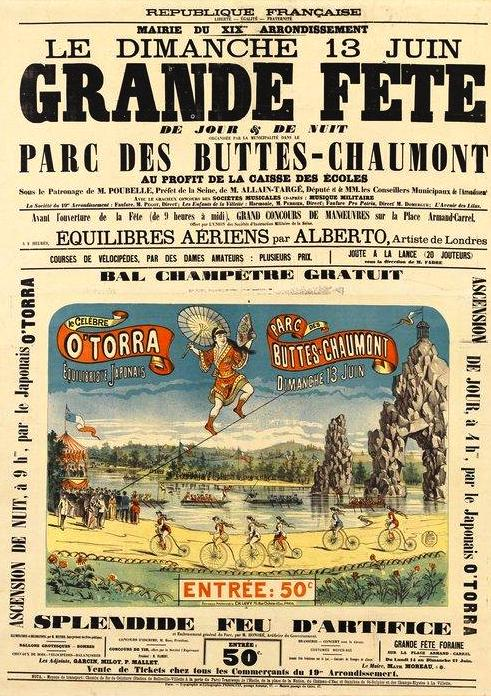
日本の軽業師・お寅のビュット・ショーモン公園での公演を伝える宣伝ポスター。1884年
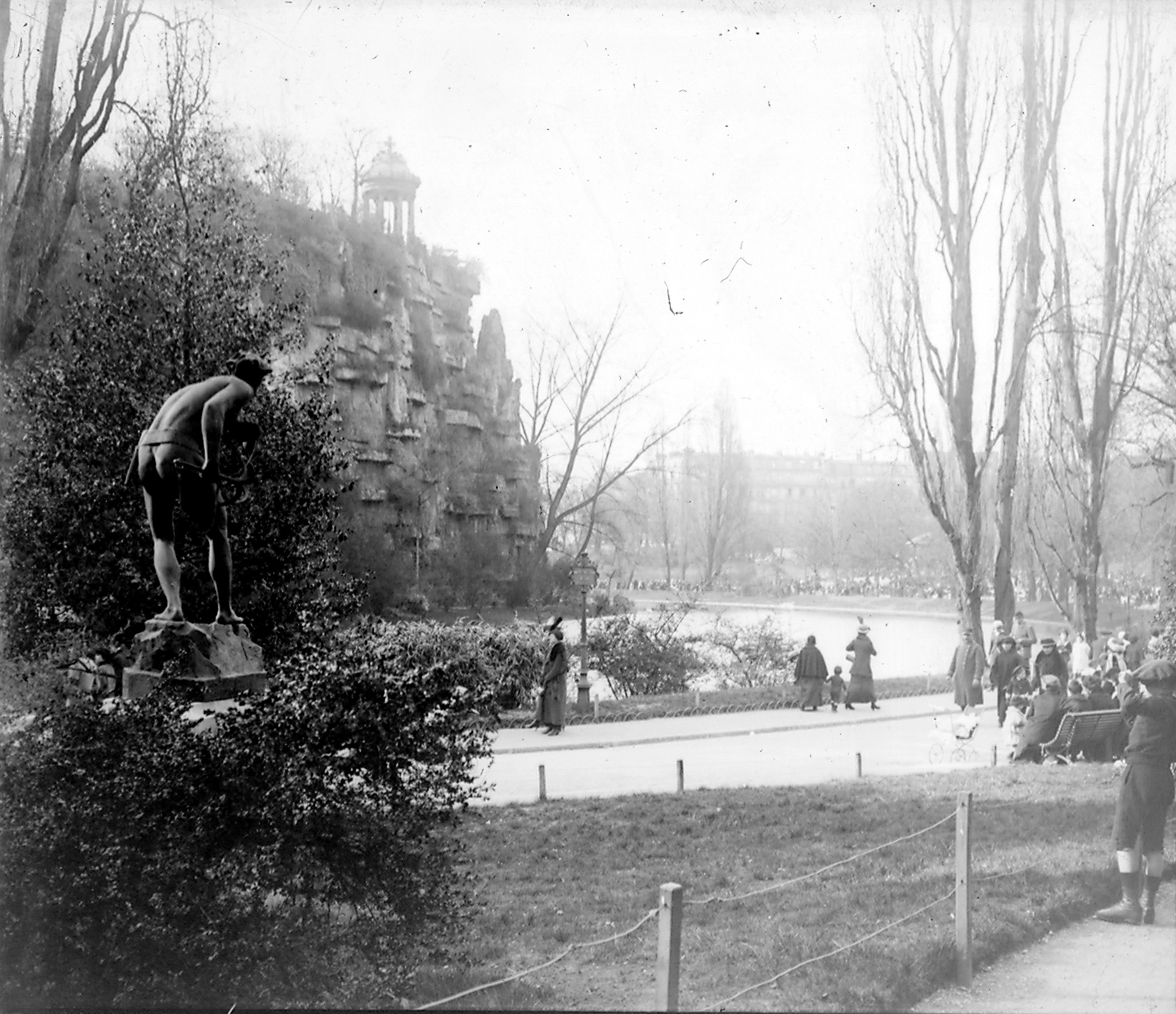
第一次世界大戦中（1912年）のビュット・ショーモン公園（湖付近）

## 公園内の施設等

### 水関連施設
公園中央部の低地部分には、直径150メートル程の概ね円形の1.5ヘクタールの湖がある。
この湖には、公園内の傾斜を下りてくる3つの小川から水が流れてくる。
そのうちの一つ、南から流れてくる小川は、サン・マルタン運河ともつながるラ・ヴィレット貯水池から水の供給を受けており、公園内の洞窟を高さ32メートルの滝となって通っている。

### ベルヴェデール島
湖の中央には島があり、30メートルの高さで概ね三角形の断崖となっている。旧採石場の開口部分に相当する。島の南の突端部は、湖の岸とは数メートルしか離れていない。
島の頂上には1869年にガブリエル・ダヴィウがイタリアティヴォリのウェスタ神殿 に着想を得て似せて建築したあずま屋があり、"temple de la Sibylle"（巫女の神殿）と呼ばれている(ダヴィウによる同様の建築物として、ヴァンセンヌの森のルイィ島のものがある。)。
島は2つの橋によって岸とつながっている。
- 西側 65メートルのビュット・ショーモン公園歩道橋
- 南側 煉瓦造アーチ橋のスイシデ橋（pont des Suicidés）（高さ22メートルで12メートル）]

島の岩山を通る173段の階段によって、湖まで下りることができる。

### 洞窟
湖の南脇には、洞窟が造られている（実際は、地下採石場への古い入口である）。大きさが14メートルほどあり、高さも20メートルある。最も大きいものでは8メートルに達する、鉄筋コンクリート製の偽の鍾乳石で飾られている。

### 建物
公園の6つの主要入口には、それぞれ小屋が設けられている。
公園には3つのレストランがある(うちRosa Bonheur（ロザ・ボヌール）はWhy Not Productionsという
映画会社によって経営されている · ) 。
また、ギニョール（人形劇）の劇場も2つ（テアトル・ギニョール・アナトル及びギニョール・ド・パリ）ある 。

### プティト・サンチュール
公園の東の一部をプティト・サンチュールが通っている。
大部分はトンネルであるが、北部では切断されている。

### 彫像
公園内にはいくつかの彫像が設置されている。

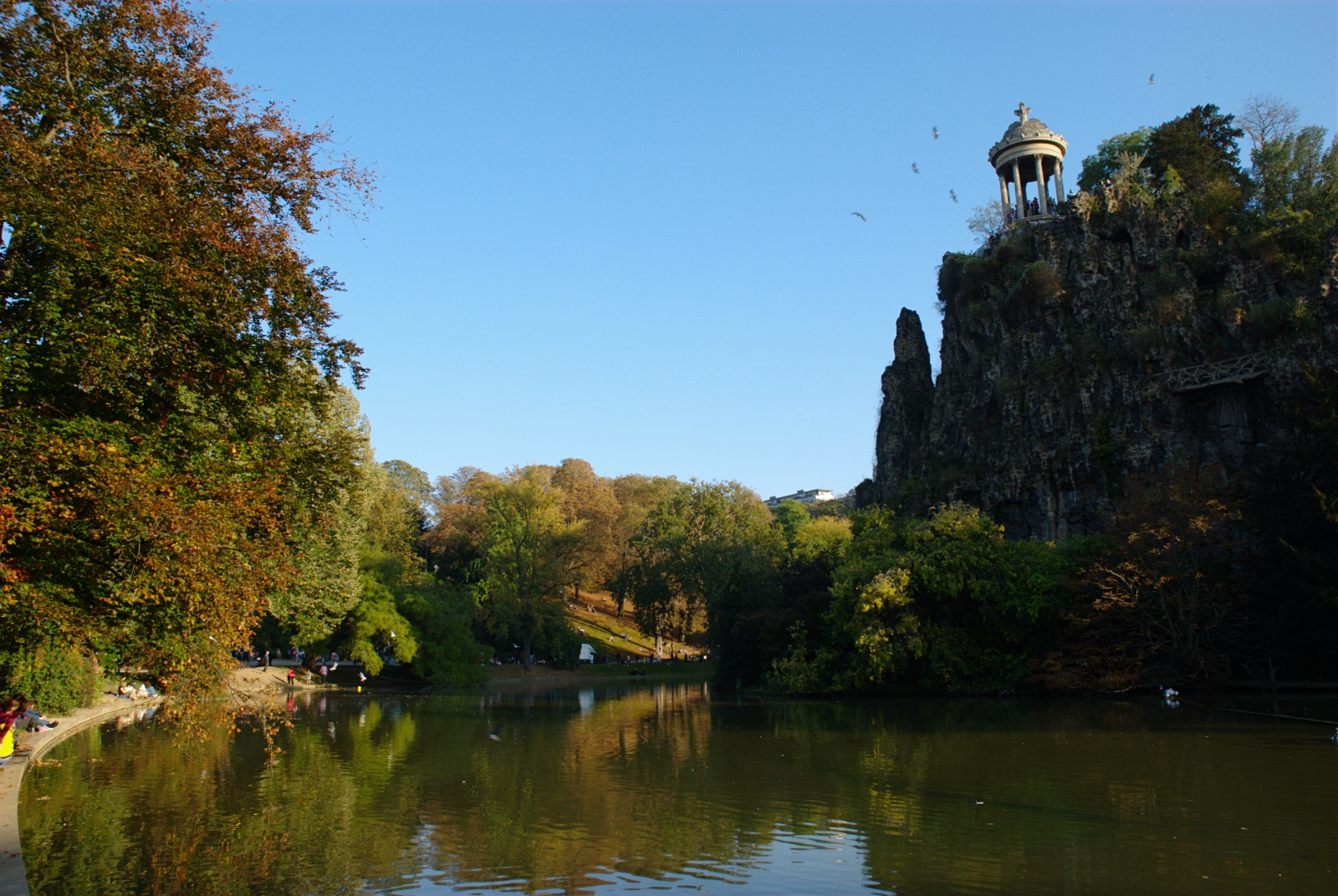
ビュット・ショーモン湖の上に切り立つベルヴェデール島
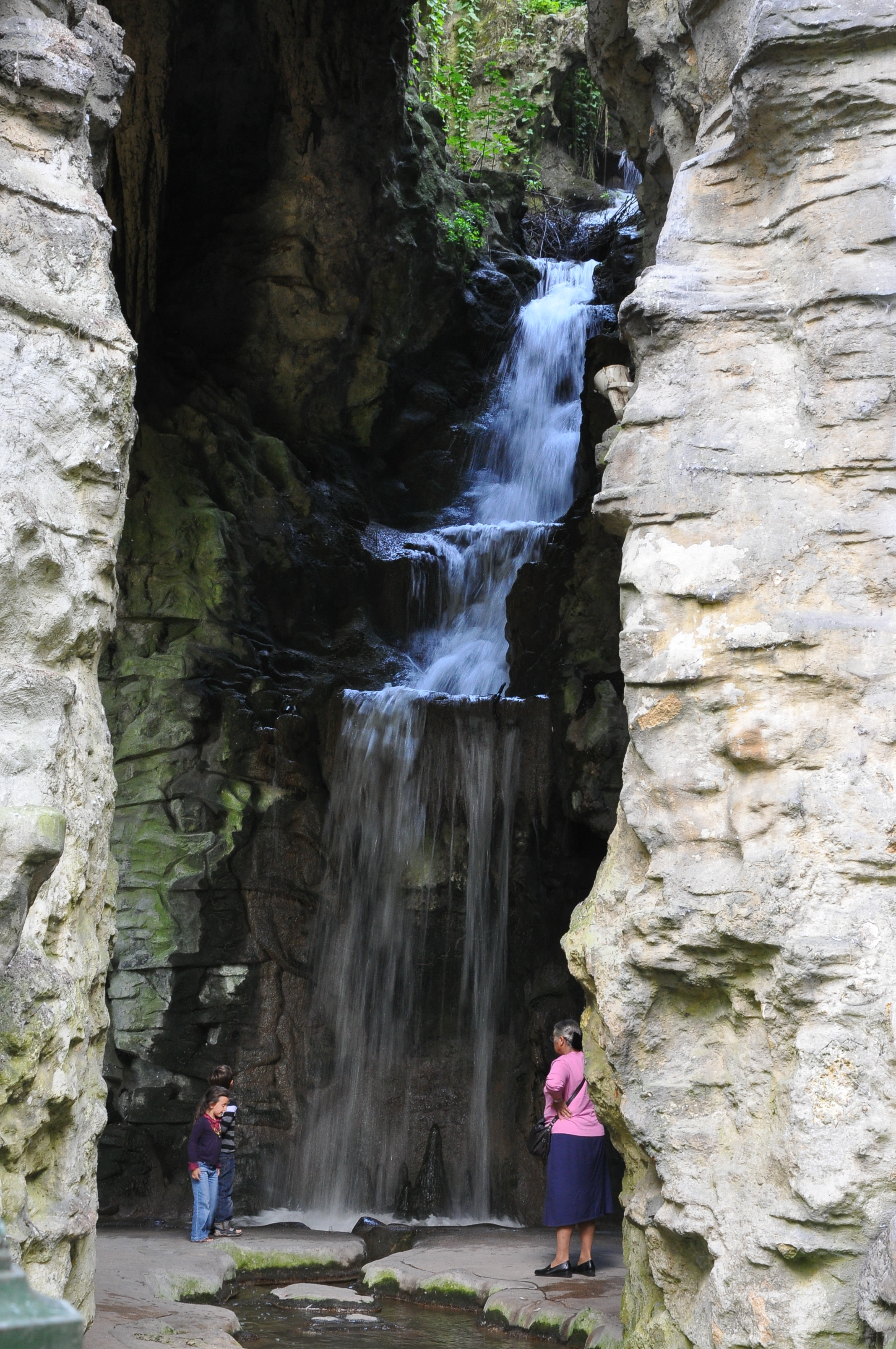
公園内の人工滝
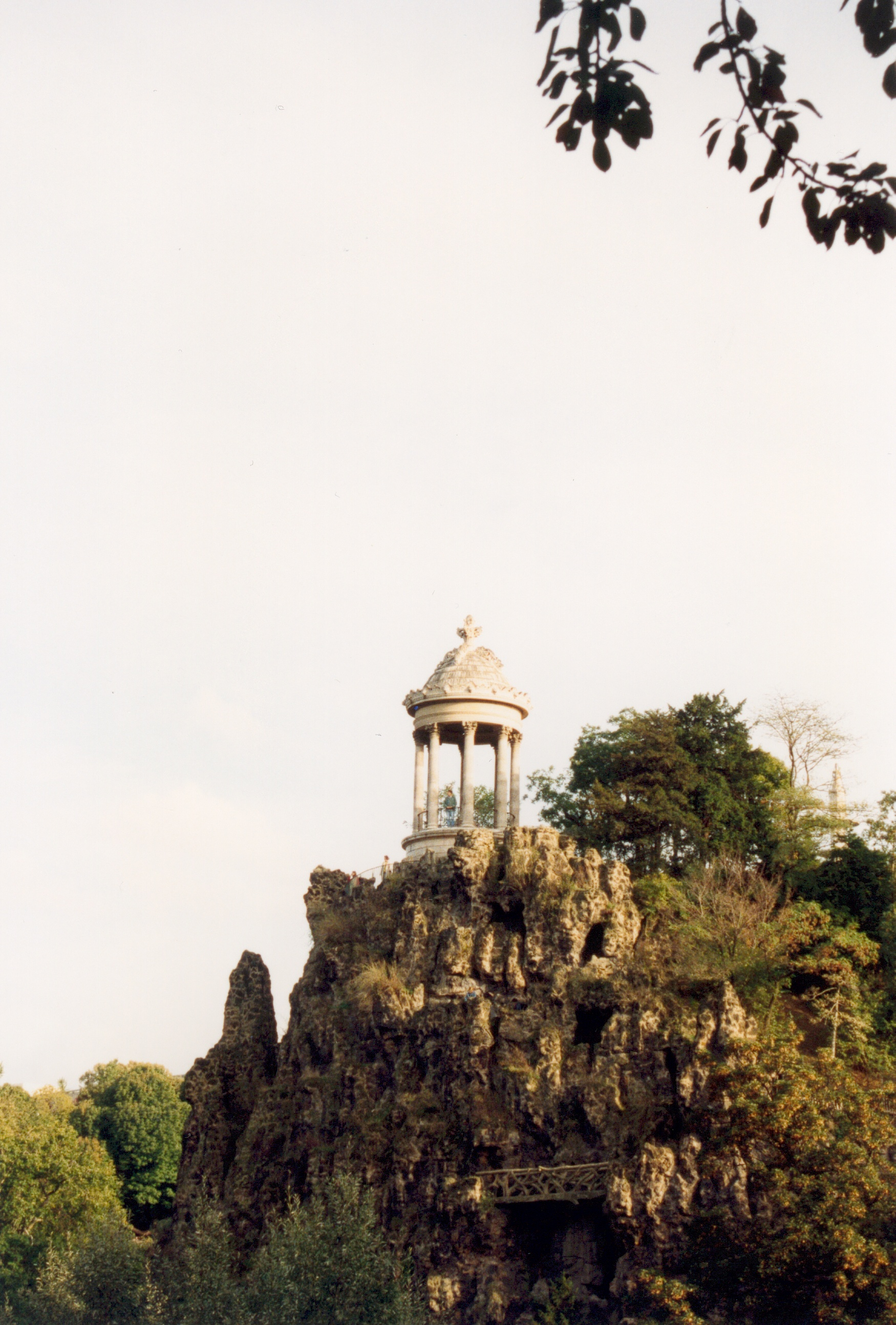
島にあるle temple de la Sibylle（巫女の神殿）の様子
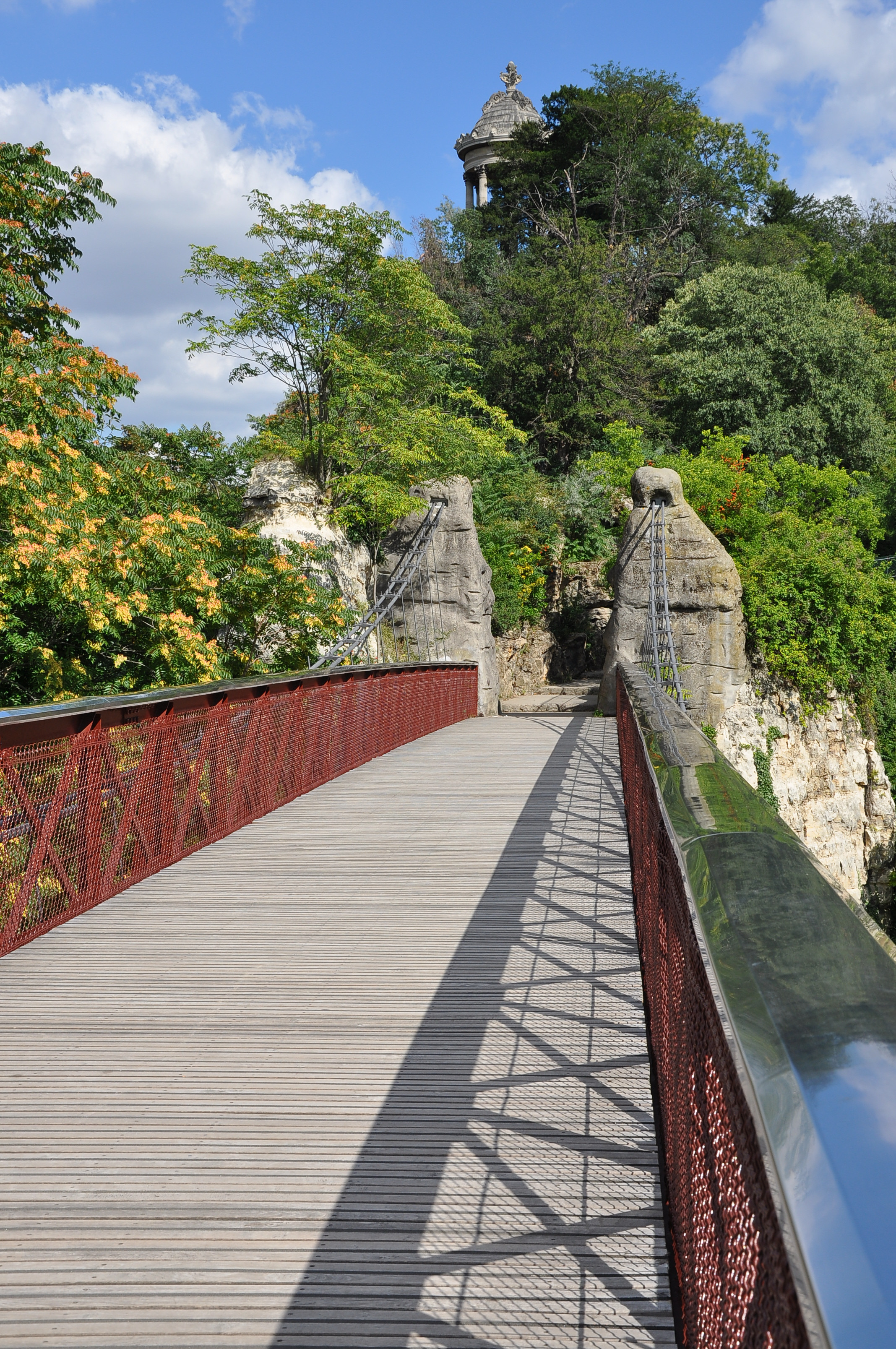
歩道橋
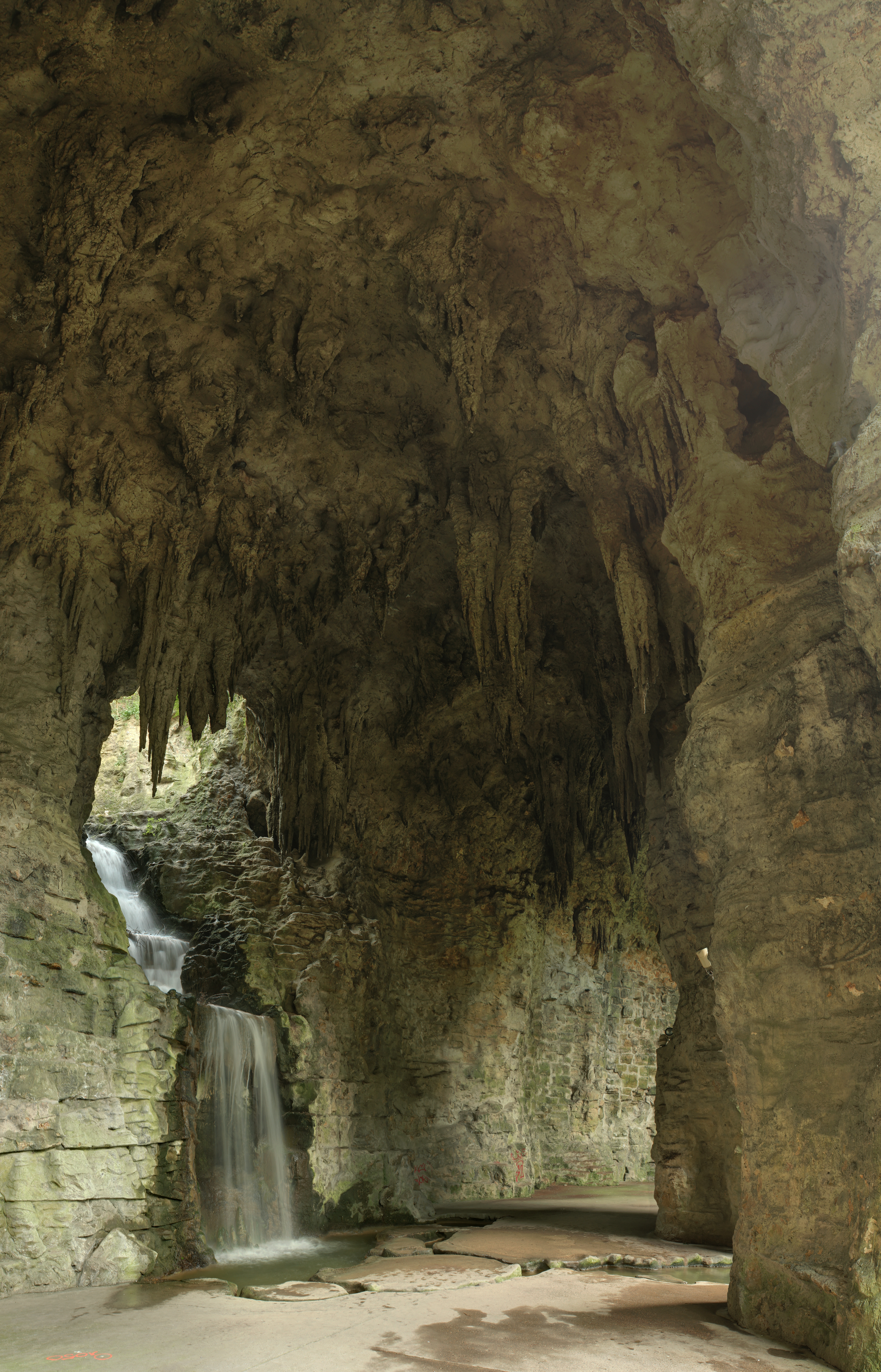
洞窟内部の様子
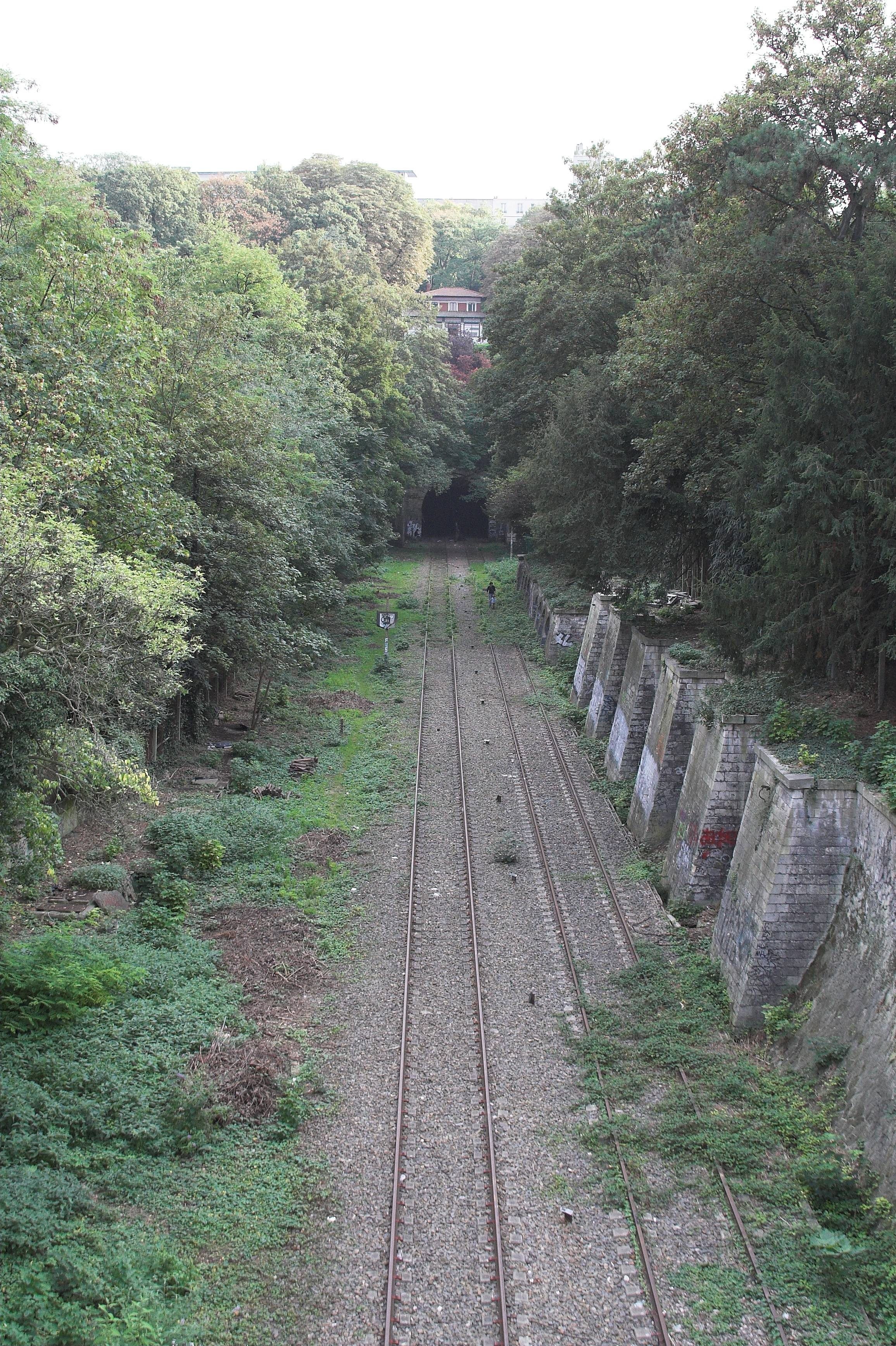
公園内にある切断されたプティト・サンチュールの様子